# STS-41-B
STS-41-B va ser la 10a missió del Transbordador Espacial de la NASA i el 4t vol del Transbordador Espacial Challenger. Va ser llançat el 3 de febrer de 1984, i va aterrar l'11 del mateix mes després de desplegar dos satèl·lits de comunicacions. També va ser notable per a la inclusió del primer passeig espacial sense lligams.
Després de la STS-9, es va canviar el sistema d'ennumeració de vols del transbordador. Per tant, el següent vol, en lloc de ser designat STS-11, es va convertir en STS-41-B; el successor original de STS-9, STS-10, va ser cancel·lat a causa dels retards de la càrrega útil.

## Tripulació
| Posició                     | Astronauta                              | Astronauta                              |
| --------------------------- | --------------------------------------- | --------------------------------------- |
| Comandant                   | Vance D. Brand Tercer vol espacial      | Vance D. Brand Tercer vol espacial      |
| Pilot                       | Robert L. Gibson Primer vol espacial    | Robert L. Gibson Primer vol espacial    |
| Especialista de la Missió 1 | Bruce McCandless II Primer vol espacial | Bruce McCandless II Primer vol espacial |
| Especialista de la Missió 3 | Robert L. Stewart Primer vol espacial   | Robert L. Stewart Primer vol espacial   |
| Especialista de la Missió 2 | Ronald McNair Primer vol espacial       | Ronald McNair Primer vol espacial       |